# Rambo: First Blood Part II (videogioco 1985)
Rambo: First Blood Part II, anche noto come Rambo, è un videogioco del 1985 ispirato al film Rambo 2 - La vendetta, il cui titolo originale è appunto Rambo: First Blood Part II. È stato sviluppato dalla Platinum Productions e pubblicato dalla Ocean Software per ZX Spectrum, Amstrad CPC e Commodore 64.
La colonna sonora della versione per Commodore 64 è stata composta da Martin Galway, e include alcuni brani della colonna sonora del film.
Non va confuso con Rambo: First Blood Part II per Sega Master System, sostanzialmente un clone di Ikari Warriors. Nel 1985 uscì anche un'avventura testuale per Apple II e DOS intitolata Rambo: First Blood Part II.

## Trama
John Rambo è in missione di ricognizione presso dei campi di prigionia in Vietnam, con l'ordine di non ingaggiare il nemico e non tentare di liberare i prigionieri, ma ovviamente decide di non rispettare questi ordini. Il gioco inizia nella giungla, Rambo deve raggiungere a piedi il campo di prigionia e infiltrarvisi, liberare il suo ex commilitone Banks, quindi fuggire insieme a lui e rubare un elicottero al nemico.
Con l'elicottero atterra in un'altra zona per liberare altri prigionieri, quindi risale sull'elicottero con loro per fuggire definitivamente verso il confine con la Thailandia. Ma durante l'ultimo viaggio deve affrontare un elicottero nemico.

## Modalità di gioco
Si tratta di uno sparatutto a scorrimento libero in tutte le direzioni, con visuale isometrica su un ambiente di giungla e accampamenti nemici. Solo su Commodore 64 la visuale è a tutto schermo e le informazioni sono mostrate tramite HUD. 
Il giocatore controlla Rambo che può muoversi e sparare nelle 8 direzioni con vari tipi di armi a distanza con munizioni illimitate. Inizialmente dispone già di 3 armi: coltello da lancio, frecce normali e frecce esplosive (su ZX Spectrum solo 2, coltello e granate), ma può raccoglierne altre. Le armi esplosive possono distruggere anche le installazioni nemiche e la vegetazione. Le armi più potenti sono anche più rumorose e nella prima fase del gioco hanno lo svantaggio di attirare più nemici.
I controlli sono analoghi anche quando successivamente si pilota l'elicottero, che però ha carburante limitato può sparare solo con il lanciarazzi.
Gli avversari sono fanteria con armi da fuoco. All'accampamento ci sono anche torri di guardia, e nell'ultima fase l'elicottero nemico. Rambo ha una sola vita ma ha una barra di energia, valevole anche come carburante dell'elicottero, tranne su ZX Spectrum dove si hanno 4 vite senza energia.